# Teodoreto

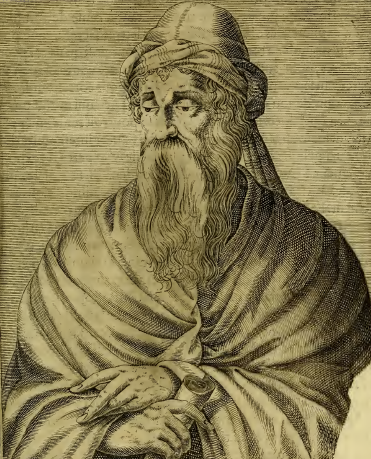
Gravura de Frère André Thévet (1516-1590) de uma edição latina de 1594 de True Portraits and Lives of Illustrious Men.

Teodoreto de Cirro (em grego clássico: Θεοδώρητος Κύρρου; romaniz.: Theodóretos Kyrrou; Antioquia, c. 393 - 458/466) foi influente autor, teólogo e representante da interpretação crítico-histórica da escola bíblico-teológica, cujos escritos foram uma influente moderação nas disputas cristológicas do século V e contribuíram para o desenvolvimento do vocabulário teológico cristão. Também atuou como bispo de Cirro, na Síria.

## Teodoreto e o nestorianismo
Com o advento do I Concílio de Éfeso, o II Ecumênico, em junho de 431, convocado por Teodósio II, para discutir a doutrina de Nestório arcebispo de Constantinopla: este, Nestório, saíra em defesa de Anastácio, seu presbítero, que atacara em público o apelativo de Teótoco (mãe de Deus) atribuído à Virgem Maria.
Depois de muitas polêmicas e controvérsias à parte, muitas das vezes devidas ao bispo Cirilo de Alexandria, inimigo pessoal e opositor dos pensamentos de Nestório, este foi definitivamente deposto da função patriarcal, e os legados do papa decidiram condenar a sua doutrina, proclamar a maternidade divina de Maria e a unidade de pessoa em Cristo. Esta sentença foi contestada por alguns bispos e pelo representante do imperador, um certo Candidiano.
Entretanto os representantes de Celestino I somente chegaram após o encerramento do concílio, confirmando, mesmo assim, as decisões tomadas. Nestório refutou a decisão, sendo por isso exilado no deserto da Líbia, onde morreu por volta do ano 450.
Após a deposição e o exílio de Nestório, vários de seus simpatizantes e adeptos, como os bispos Teodoreto de Ciro e Ibas de Edessa, acharam por bem acatar uma fórmula de fé conciliadora. A maioria, porém, refutou a sentença do concílio e deu origem a uma corrente cristã definida, culminando em uma Igreja cismática, que teve o seu centro na Pérsia, durante a dinastia sassânida, muito distante do império.